# Wally Hughes
Wally Hughes (15 de marzo de 1934 en Liverpool - 21 de enero de 2011 en Auckland) fue un futbolista y entrenador inglés que poseía también la nacionalidad neozelandesa. Como jugador tuvo una corta carrera en Inglaterra, pero como técnico dirigió diversos equipos de Nueva Zelanda, así como a la selección.

## Carrera

### Como futbolista
Debutó en 1955 jugando para el Sheffield United, aunque en toda la temporada solo logró jugar dos veces. En 1956 firmó con el Bradford Park Avenue y en 1957 con el Southport. Sin mucho éxito en ningún elenco, dejó la actividad futbolística competitiva en 1958.

### Como entrenador
En 1973, Hughes viajó a Nueva Zelanda. Una vez allí, se volvió entrenador del Dunedin City, cargo que ocupó hasta 1975. Sus gran trabajo lo llevó a ser contratado por la Asociación de Fútbol de Nueva Zelanda para hacerse cargo de la selección nacional en las eliminatorias rumbo a Argentina 1978. Pero luego de no lograr la clasificación y de perder todos los partidos en un tour por Inglaterra, se alejó del cargo y fue contratado por el Blockhouse Bay, participante de la ya extinta Liga Nacional de Nueva Zelanda. Se hizo cargo de la selección de Fiyi entre 1981 y 1982, y ese mismo año fue técnico del East Coast Bays en su única temporada en la antigua primera división neozelandesa. Durante el resto de su carrera como técnico dirigió al University-Mount Wellington y el Manurewa AFC.

### Clubes

#### Como futbolista
| Club                           | País       | Año         |
| ------------------------------ | ---------- | ----------- |
| Sheffield United Football Club | Inglaterra | 1955 - 1956 |
| Bradford Park Avenue           | Inglaterra | 1956 - 1957 |
| Southport Football Club        | Inglaterra | 1957 - 1958 |

#### Como entrenador
| Club                        | País          | Año         |
| --------------------------- | ------------- | ----------- |
| Dunedin City                | Nueva Zelanda | 1973 - 1975 |
| Selección nacional          | Nueva Zelanda | 1977 - 1978 |
| Blockhouse Bay              | Nueva Zelanda | 1978        |
| Selección nacional          | Fiyi          | 1981 - 1982 |
| East Coast Bays             | Nueva Zelanda | 1982        |
| University-Mount Wellington | Nueva Zelanda | ¿?          |
| Manurewa AFC                | Nueva Zelanda | ¿?          |